# Луньов Андрій Іванович
Луньов Андрій Іванович (9 червня 1988, Київ — 28 вересня 2024, Полтавська область) — український піаніст, музичний педагог, композитор, кулінарний блогер.
Народився в сім'ї Доцента НТУ КПІ Світлани Луньової та Івана Сенченка.
Закінчив Національну Музичну Академію України по класу професора Наталії Гриднєвої. Згодом багато років викладав спеціальне фортепіано в Київському державному музичному ліцеї імені М.В. Лисенка. Серед його учнів багато відомих молодих українських піаністів, лауреатів міжнародних конкурсів, які ведуть активну виконавську діяльність в Україні та за кордоном.
Був одружений з піаністкою Анастасією Шансковою.
Помер внаслідок хвороби серця 28 вересня 2024 року.